# Mario Cattarini
Mario Cattarini, né le 28 février 1922, à Trieste, en Italie et mort en septembre 1978, est un ancien joueur italien de basket-ball.

## Palmarès
- Champion d'Italie 1940, 1941
- Finaliste du championnat d'Europe 1946